# Перно
Пе́рно (фин. Perno) — один из самых западных районов города Турку, входящий в территориальный округ Пансио-Юрккяля.

## Географическое положение
Район расположен к западу от центральной части города Турку с выходом к морю.

## Население
В 2004 году население района составляло 2513 человек, из которых дети моложе 15 лет — 17,83 %, а старше 65 лет — 9,39 %. Финским языком в качестве родного владели 90,81 %, шведским — 2,39 %, а другими языками — 6,80 % населения района.

## Промышленность
Основным промышленным предприятием района является судостроительный завод, появление которого в конце XX века значительно повлияло на развитие региона.